# Nuncjatura Apostolska w Południowej Afryce
Nuncjatura Apostolska w Południowej Afryce – misja dyplomatyczna Stolicy Apostolskiej w Republice Południowej Afryki. Siedziba nuncjusza apostolskiego mieści się w Pretorii.
Nuncjusz apostolski w Południowej Afryce jest również akredytowany w Republice Botswany, Królestwie Lesotho, Republice Namibii i Królestwie Eswatini.

## Historia
7 grudnia 1922 papież Pius XI utworzył Delegaturę Apostolską w Afryce. W 1935 zmieniono nazwę na Delegatura Apostolska w Południowej Afryce. Po nawiązaniu stosunków dyplomatycznych, 25 czerwca 1994 papież św. Jan Paweł II podniósł ją do rangi nuncjatury apostolskiej.
W pozostałych krajach, które obejmuje misja, przedstawicielstwo utworzono:
- w Lesotho – 1967 (nuncjatura apostolska)[1]
- w Eswatini (d. Suazi) – 1993 (nuncjatura apostolska)[2]
- w Namibii – 18 marca 1996 (nuncjatura apostolska)[3]
- w Botswanie – 2000 (delegatura apostolska), 7 lutego 2009 (nuncjatura apostolska)[2].

Zawsze przedstawicielami papieskimi w każdym z tych państw byli delegaci lub nuncjusze w Południowej Afryce.

## Przedstawiciele papiescy w Południowej Afryce

### Delegaci apostolscy
- abp Bernard Gijlswijk OP (1922–1944) Holender
- abp Martin Lucas SVD (1945–1952) Holender
- abp Celestine Joseph Damiano (1952–1960) Amerykanin
- abp Joseph Francis McGeough (1960–1967) Amerykanin
- abp John Gordon (1967–1971) Irlandczyk
- abp Alfredo Poledrini (1971–1978) Włoch
- abp Edward Idris Cassidy (1979–1984) Australijczyk
- abp Joseph Mees (1985–1987) Belg
- abp Ambrose Battista De Paoli (1988–1994) Amerykanin

### Nuncjusze apostolscy
- abp Ambrose Battista De Paoli (1994–1997) Amerykanin
- abp Manuel Monteiro de Castro (1998–2000) Portugalczyk
- abp Blasco Francisco Collaço (2000–2006) Hindus
- abp James Green (2006–2012) Amerykanin
- abp Mario Roberto Cassari (2012–2015) Włoch
- abp Peter Bryan Wells (2016– 2023) Amerykanin
- abp Henryk Jagodziński (od 2024) Polak